# Sebastian Brigović
Sebastian Brigović (Rijeka, 20. travnja 1992.)  hrvatski je alpski skijaš.

## Športska karijera
Član je SK Rijeka. 

## Značajniji rezultati

### Prva pobjeda
Platak 2003. (Gorenje CroSki kup).

### Najzapaženiji rezultati
(kraj sezone 2009/10.):
- najbolji slalomski FIS bodovi karijere:

31. ožujka 2010. - Hochkar (AUT) - FIS Race - 23. mjesto (28.01 FIS bodova)
- najbolji veleslalomski FIS bodovi karijere:

12. veljače 2010. - Hochficht (AUT) - National Junior Race - 3. mjesto (32.25 FIS bodova)